# فولكر موسبليك
فولكر موسبليك (10 يناير 1955 - 26 أبريل 2024) سياسي ألماني ينتمي إلى حزب الاتحاد الديمقراطي المسيحي. كان عضوا في البوندستاغ الألماني من 2015 حتى 2017.

## التعليم والمهنة
بعد تخرجه من المدرسة الثانوية عام 1976، بدأ موسبليك دراسة الاقتصاد في جامعة دويسبورغ والقانون في جامعة بون. كان طالبًا عاملاً في محطة الراين الأسفل للغاز والمياه في دويسبورغ من عام 1976 إلى عام 1982 ومن عام 1983 إلى عام 1986. كان يعمل كمحرر في سينوس فيرلاغ في كريفيلد من عام 1986 إلى عام 1987 واستمر في العمل هناك كمحرر مستقل من عام 1988 إلى عام 1992.
عمل موسبليك كممثل رئيسي لشركة فيكتوريا فيرشرونغن إي جي في الفترة من 1989 إلى 2000، ومنذ عام 2001 أصبح الممثل الرئيسي لشركة داس فيرشرونغن إي جي.

## الحياة السياسية
انضم موسبليك إلى حزب الاتحاد الديمقراطي المسيحي منذ عام 1972. كان رئيسًا لاتحاد الشباب المحلي في دويسبورغ هامبورن من عام 1976 إلى عام 1979 ورئيسًا لاتحاد منطقة جو في دويسبورج من عام 1987 إلى عام 1989. من عام 1978 إلى عام 1987 كان نائبًا لرئيس منطقة جو في منطقة راينش رور. يشغل منصب نائب رئيس اتحاد منطقة دويسبورج سي دي أو منذ عام 1993 ورئيسًا لاتحاد دويسبورغ آلت هامبورن المحلي منذ عام 1997.
في عام 1989 أصبح رئيسًا لاتحاد ألمانيا الشرقية والوسطى (أو إم في) التابع لاتحاد منطقة سي دي أو في دويسبورغ. ومن عام 1991 إلى عام 2002 ومن عام 2004، شغل موسبليك منصب نائب رئيس جمعية أو إم في الإقليمية في شمال الراين وستفاليا. ومن عام 1989 إلى عام 1994 كان عضوًا في مجلس مقاطعة دويسبورج هامبورن. لقد كان عضوًا في مجلس مدينة دويسبورج منذ عام 1994، وكان آخر منصب له هو منصب العمدة الثاني.
كان موسبليك عضوًا في المجموعة الثالثة عشرة لشمال الراين وستفاليا، والتي انتقل إليها في 6 سبتمبر 2004 وبقي عضو مُنتسب فيها حتى 2 يونيو 2005. بعد وفاة فيليب ميسفيلدر، انتقل إلى البوندستاغ الألماني في 20 يوليو 2015، وفي الانتخابات الفيدرالية الألمانية 2017، غاب عن العودة إلى البوندستاغ.

## وفاته
توفي فولكر موسبليك عن عُمر ناهز التاسعة والستين.

## أنظر أيضا
- الاتحاد الديمقراطي المسيحي

## روابط خارجية
- فولكر موسبليك في Landtag في شمال الراين وستفاليا